# The Sims 2: Переезд в квартиру
The Sims 2: Переезд в квартиру (англ. The Sims 2 Apartment Life) — восьмое и последнее дополнение к симулятору жизни The Sims 2. Для запуска дополнения требуется наличие оригинальной версии игры. Ключевые особенности — возможность проживания в квартирах и практика волшебства. Дополнение создавалась с целью сделать игровой мир более открытым, а также добавить магию, которую желали видеть в игре многие фанаты. После выпуска, дополнение вошло в список самых продаваемых игр на ПК. В России выход игры состоялся 9 сентября 2008 года. Русской локализацией занималась компания СофтКлаб.
Критики дали разные оценки дополнению, с одной стороны они указали на её малое содержание, указывая на то, что у создателей явно закончились идеи после выпуска семи дополнений, с другой стороны рецензенты признались, что «Переезд в квартиру» стал достойным завершающим штрихом в преддверии выхода The Sims 3 и несомненно обрадует игроков, желающих видеть более открытый игровой мир в The Sims 2.

## Игровой процесс
В восьмом дополнении добавлен городок Бухта Беладонна (англ. Belladonna Cove) с большим количеством квартир, в том числе в стиле таунхаусов «Разукрашенные леди» из Сан-Франциско.
Главная особенность дополнения — возможность жить нескольким семьям на одном участке особого типа, это могут быть как дома, так и квартиры. Впервые переезжая на подобный участок, игрок может выбрать для своего сима квартиру или дом, которые он будет арендовать. Вскоре оставшиеся помещения займут другие неигровые персонажи. Хотя соседи не стареют, но их можно навестить, не уходя с участка и минуя меню городка. Хотя игрок не может видеть события, происходящие внутри помещений соседей, он может видеть их на улице. Время от времени соседи будут шуметь и игровой персонаж может жаловаться и ругаться с соседями. Стоимость квартиры варьируется в зависимости от площади, меблировки и внешнего вида дома. Сим может пригласить к себе компаньона, который будет оплачивать половину квартплаты. Сим также может нанять дворецкого, который может выполнять всю работу по дому: готовить, убирать, следить за детьми и др.
В данном дополнении появилось разделение общества на социальные группы; Любители спорта, Любители искусства, Представители богемы, Любители механики и Любители компьютеров. Представители разных групп отличаются друг от друг внешним видом. Для каждой группы существует собственное приветствие и тема для разговора, с помощью которых сим может быстрее подружиться с представителем. В режиме строительства стали доступны потолки, винтовые лестницы, окна с возможностью отопления/охлаждения, встроенные шкафы и выдвижная кровать. В качестве средства передвижения симы могут использовать вертолёт, посадочную площадку для которого можно поместить на крыше дома. Дополнение вводит также такие предметы, как: мусоропровод, почтовые ящики на несколько квартир, микрофон, коврик для занятия брейк-дансом, детская площадка (перекладины, карусель, горка) и вибрирующая кровать в ретро-стиле.
Другая главная особенность дополнения — введение магии и оккультного существа — ведьму/колдуна, которым сим может стать, подружившись ведьмой на любом общественном участке. Ведьма или маг могут избирать добрый, нейтральный или тёмный путь магии. Добрые ведьмы носят белую одежду, злые — чёрную, а нейтральные — коричневую. Ведьмы могут летать на общественные участки на метле, обучаться магии по книге, варить зелья или изготовлять предметы в котле. Добрые ведьмы могут исполнять заклинания с позитивными эффектами, такими как: воскресить сима, сделать всех счастливыми, заклинания злой ведьмы могут сделать сима больным, воскресить зомби и др. Если установлено дополнение «The Sims 2: Питомцы», волшебники могут вызывать себе «спектральную кошку», которая не стареет и не нуждается в лотке.

## Разработка
По словам разработчиков, тема для дополнения была выбрала с учётом наибольших пожеланий фанатов видеть в игре магию и более открытый игровой мир, в частности возможность посещать участок соседа. При создании апартаментов, был использован тот же движок, что и при создании отелей в дополнении «Путешествия», где разделительную функцию между квартирой и остальным пространством играет входная дверь. Дополнение смещало фокус игры с низкой плотности застройки — субурбии на высокую плотность городской постройки.
Обожаю тот факт, что я могу просто подойти к соседской двери и постучаться! Это классно, что каждый может выйти за пределы своего участка, собраться в «общественных помещениях», чтобы выяснять и строить отношения с соседями. […] Команда вложила свои сердца в этот пакет, чтобы сделать его простым и восхитительным. Мы добавили потолки и шкафы и множество восхитительных вещей для наших строителей. Мы предоставили множество новых нарядов для модниц. Мы добавили дворецких, брейкданс, кровать в форме сердца и даже качалку на пружине для малышей. В этот пакет было вложен много любви. 

Оригинальный текст (англ.)I love the fact that I can just walk over to neighbor's door and knock on it! It's also cool to everyone get out of their apartments and gather in the "common areas" to hang out and build relationships […] The team put their hearts into this pack to make it simply amazing. We put ceilings and closets and lots of amazing objects for our builders. We provided lots of new outfits for the fashionistas. We have Butlers and breakdancers and heart beds and even a spring rider for toddlers. A lot of love went into this pack.
MaxoidBim и MaxoidJerome, члены команды разработчиков
Самым сложным моментом в разработке дополнения было создание апартаментов, так как разработчики прежде никогда не пытались поселить несколько управляемых семей на одном участке. В результате было решено ограничить количество управляемых семей до четырёх, а остальные квартиры, количество которых не ограниченно, могут быть заселены NPC. Также было решено исключить возможность насильственного выселения персонажа, так как игра не предусматривает возможность найти жильё персонажу без денег. Проделанную работу разработчики называли «инженерным подвигом», их конечной целью было создание гибкого инструмента, позволяющего создавать апартаменты самых разных форм, от многоквартирных домов, лофтов, студий и таунхаусов, до дуплексов или нескольких домов на одно участке. В процессе разработки, команда сталкивалась с забавными глюками, например когда один персонаж поднимал подъёмную кровать в то время, как на ней спал другой сим, или когда дворецкий отказывался уходить, играя с ребёнком.
Добавление оккультного вида — ведьмы также истекало из многочисленных запросов игроков, хотя они не подходят к теме дополнения, было решено всё таки их добавить, так как это было последнее дополнение к The Sims 2. В итоге Переезд в квартиру совмещает две основные, но разные темы — апартаменты и волшебство. Решение добавить нейтральных ведьм помимо злых и добрых было этическим решением, так как по словам разработчиков, «мир не делится на чёрное и белое», это правило должно действовать и на ведьм.

## Анонс и выход
Впервые о предстоящем выпуске дополнения стало известно 3 июня 2008 года. Официальный выход состоялся 26 августа 2008 года в США, 29 августа в Европе и 9 сентября в России. Русской локализацией занималась компания СофтКлаб. Дополнение было выпущено в один день с портативной игрой для Nintendo DS — Apartment Pets. Помимо стандартного издания, в магазинах продавалось ограниченное издание The Sims 2 Apartment Life Limited, включающее помимо «Переезда в Квартиру» издание The Sims 2 Double Deluxe — базовую игра, а также дополнение «Ночная Жизнь».
По данным на декабрь 2008 года, дополнение занимало девятое место в списке игр-бестселлеров для ПК, 10 место в феврале 2009 года и поднялось на седьмое место в марте 2009 года, затем снова заняли 9 место в а апреле того же года. Количество продаж копий резко сократилось в июне 2009 года, после выпуска The Sims 3 и спустилось на 17 место. По итогам 2008 года, дополнение заняло 16 месте в списке игр-бестселлеров для ПК.

## Музыкальные композиции

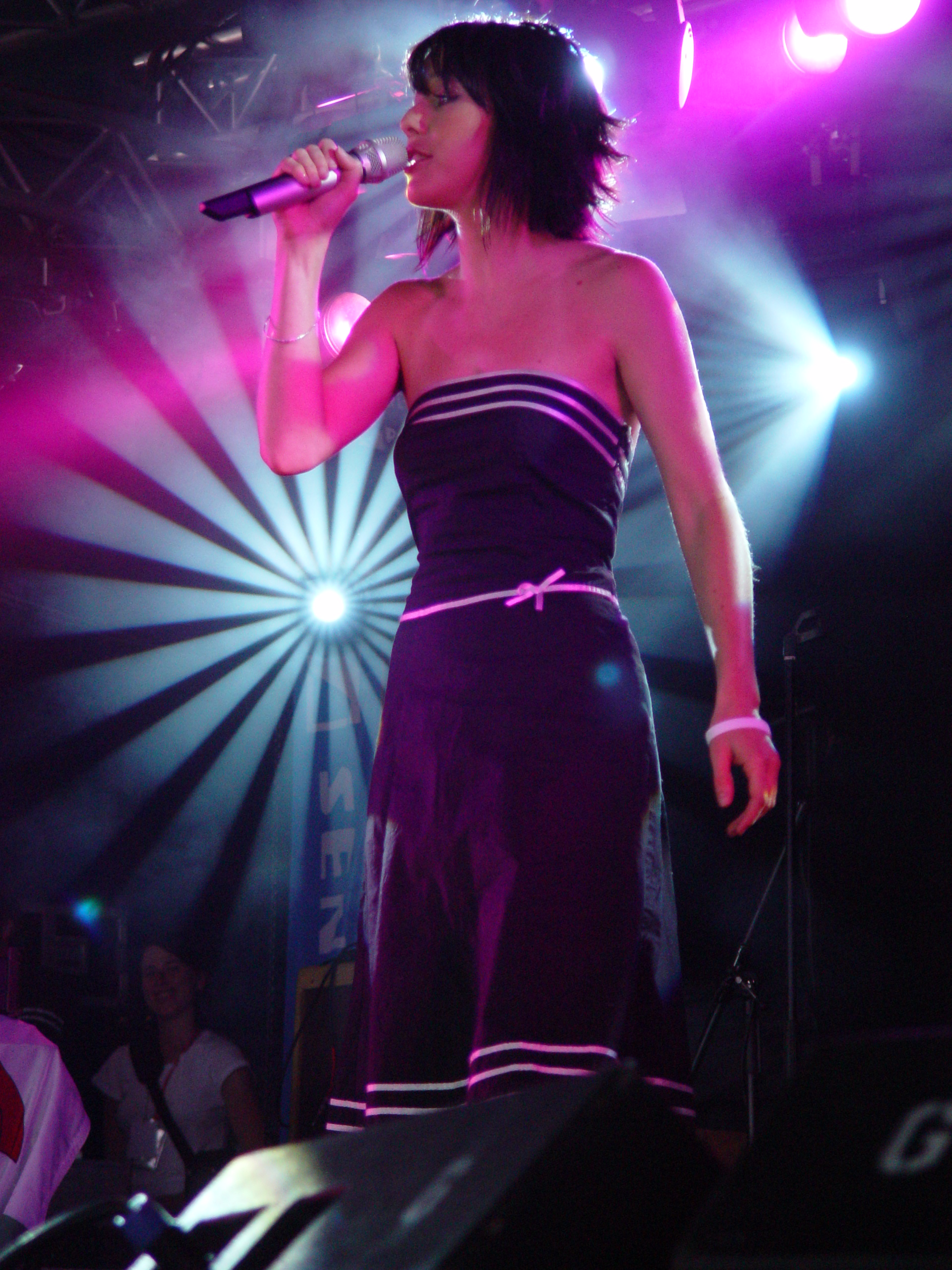
Для дополнения на симлише свои клипы перезаписывали известные музыканты, например Jem

Продолжая традицию предыдущих дополнений, вместе с дополнением "The Sims 2: Переезд в квартиру " были добавлены ряд известных синглов, переписанных на симлише с участием музыкантов. Например Кети Перри перезаписала свой известный клип — Hot n Cold, а также выпустила клим-машиниму. Габриэлла Чилми, другая певица, записавшая свой клип для игры дала интервью, где отметила, что для неё это было сложным опытом, так как ей необходимо было петь на незнакомом языке, из-за чего певица периодически запиналась. Но одновременно ей было приятно увидеть результат и знать, что её песня войдёт в игру, так как Габриэлла сама, в 2002 году играла в The Sims.
Это одновременно первое дополнение, не добавляющее музыкальную станцию в игру.
| №                   | Название                          | Автор(ы)                  | жанр/звучит вː       | Длительность |
| ------------------- | --------------------------------- | ------------------------- | -------------------- | ------------ |
| 1.                  | «Sim Will Build»                  | Electronic Arts           | режим строительства  | 2:05         |
| 2.                  | «Sim Will Buy More»               | Electronic Arts           | режим покупки        | 3:36         |
| 3.                  | «Ugly Sim Be Cool»                | Electronic Arts           | режим создания семьи | 2:34         |
| 4.                  | «Not a Love Song»                 | Uh Huh Her                | колледж-рок          | 5:07         |
| 5.                  | «Brainless»                       | Sunny Day Sets Fire       | колледж-рок          | 3:24         |
| 6.                  | «Everything»                      | A Cursive Memory          | колледж-рок          | 3:23         |
| 7.                  | «Getting Better»                  | Боб Шнайдер               | колледж-рок          | 5:25         |
| 8.                  | «Radio»                           | Castaneda                 | колледж-рок          | 3:14         |
| 9.                  | «On & On»                         | Vanilla Sky               | колледж-рок          | 4:30         |
| 10.                 | «Come My Sunshine»                | The Comas                 | колледж-рок          | 3:47         |
| 11.                 | «Good Day»                        | Tally Hall                | колледж-рок          | 3:27         |
| 12.                 | «Crazy»                           | Jem                       | поп                  | 3:36         |
| 13.                 | «Sweet About Me»                  | Габриэлла Чилми           | поп                  | 3:26         |
| 14.                 | «Hot n Cold»                      | Кэти Перри                | поп                  | 3:40         |
| 15.                 | «This Is A Test»                  | Shock of Pleasure         | поп                  | 4:05         |
| 16.                 | «Violet Stars Happy Hunting!»     | Жанель Монэ               | поп                  | 3:10         |
| 17.                 | «Where Would We Be Now»           | Good Charlotte            | поп                  | 3:46         |
| 18.                 | «Can't Believe My Eyes»           | Майкл Уэйнрайт            | поп                  | 3:18         |
| 19.                 | «Club Soda»                       | Ghostland Observatory     | техно                | 4:15         |
| 20.                 | «Fancy Footwork»                  | Chromeo                   | техно                | 3:19         |
| 21.                 | «Mad Pursuit»                     | Junkie XL и Electrocute   | техно                | 4:16         |
| 22.                 | «Battle Royale»                   | Does It Offend You, Yeah? | техно                | 3:35         |
| 23.                 | «Divebomb»                        | The Whip                  | техно                | 5:40         |
| 24.                 | «Ghosts»                          | Ladytron                  | техно                | 4:54         |
| 25.                 | «The Sims 2 Apartment Life Theme» | Electronic Arts           | режим городка        | 2:22         |
| Общая длительность: | Общая длительность:               | Общая длительность:       | Общая длительность:  | 99:00        |

| №  | Название                 | Автор(ы)    | жанр/звучит в? | Длительность |
| -- | ------------------------ | ----------- | -------------- | ------------ |
| 1. | «Mozdulj Mar»            | Lola        | поп            | 3:35         |
| 2. | «On & On»                | Vanilla Sky | поп            | 3:32         |
| 3. | «Она Одна (She's Alone)» | Ранетки     | поп            | 2:47         |

## Критика
| Сводный рейтинг    | Сводный рейтинг |
| Агрегатор          | Оценка          |
| ------------------ | --------------- |
| GameRankings       | 81 %            |
| Metacritic         | 75 %            |
| Иноязычные издания |                 |
| Издание            | Оценка          |
| 1UP.com            | B+              |
| GameZone           | 7,2/10          |
| IGN                | 7,7/10          |
| Game Chronicles    | 7,9/10          |
| NZ Gamer           | 8,5/10          |
| Игромания          | 5/10            |

Критики оставили преимущественно положительные и смешанные отзывы, средняя оценка по версии Metactitic составляет 75 баллов из 100.
Рецензент сайта Nzgamer дал дополнению оценку 8.5 из 10, назвав его «потрясающем» и дающим то, что многие игроки так долго ждали, в частности возможность ближе взаимодействовать с соседями, чего The Sims 2 всегда так не хватало. Критик похвалил дополнение за введение интересной механики магии и множества других расширений, но отметил, что дополнение вышло в плохое время, когда в преддверии ожидания выхода третьей части симулятора, многие игроки могут предвзято отнестись к содержимому дополнения.
Майкл Лафферти из сайта GameZone отдельно оценил введение в игру магии и разные пути, по которым ведьма может пойти. Однако в остальном отметил, что дополнение слабо расширяет базовый геймплей и выглядит так, словно Maxis из последних сил пытаются поддерживать жизнеспособность The Sims 2 в преддверии выхода The Sims 3. Другая проблема заключается в медленной работе компьютера, который уже с натяжкой переваривает игру с таким количеством расширений. Тем не менее, «Переезд в квартиру» не выглядит так безнадёжно, как «Увлечения» и имеет несомненный плюс в виде добавления магии.
Критик сайта IGN хоть и признал не масштабность самого дополнения, но оправдал это тем фактом, что «Переезд в квартиру» вышел в преддверии выхода The Sims 3 и таким образом нет смысла вкладываться там много в дополнения к игре с уже устаревшей графикой, которую через несколько месяцев покинет большая часть фанатов. Сам критик несмотря на всё отметил, что «Переезд в квартиру» придётся по душе многим фанатам и станет приятным дополнением к The Sims 2 с её многочисленными расширениями и почтенным завершением франшизы. Похожего мнения придерживается и Махамари Цукитака, критик сайта Gamechronicles, назвав «Переезд в квартиру» последним и завершающим куском пирога The Sims 2, который сам по себе не масштабен и мало расширяет базовый геймплей, но придаёт игре завершённый вид и несомненно придётся по душе старым фанатам The Sims 2, которым стоит провезти ещё немного прощального времени перед уходом в The Sims 3. Редактор журнала Giochi per il mio computer заметил, что тема дополнения получилась достаточно посредственной и нишевой, однако введение магии вызывает отдельную похвалу и ради неё стоит опробовать дополнение.
Критик сайта Igromania оставил сдержанный отзыв, назвав дополнение скудным и слишком маленьким, которое ничего принципиально нового не приносит игре. Это по мнению критика является следствием того, что линейка игр The Sims 2 уже изжила себя и больше не может предложить нового. По мнению рецензента, общежития в Университете выглядели гораздо лучше и «живее». Хотя теперь сим и может жить в квартире, дополнение не смогло в полной мере передать дух «квартирной» жизни. Однако на фоне всего, ведовство реализовано вполне не плохо и является самой интересной частью дополнения.